# Editto del cardinale Pacca
L'Editto del cardinale Pacca noto anche come Lex Pacca è un editto emesso dal cardinale Bartolomeo Pacca e approvato il 7 aprile 1820 da papa Pio VII. Il testo è composto di 61 articoli ed elenca divieti e proibizioni, nonché le sanzioni per chi non li rispetta.

## Descrizione
L'editto si basa sull'editto del 1 ottobre 1802, l'editto Doria Pamphili, che era stato emesso dal cardinale Giuseppe Maria Doria Pamphilj.
L'8 marzo 1819 il camerlengo Pacca emana un primo editto che vieta la dispersione delle carte degli archivi.
L'editto Pacca del 1820 specifica le regole per la protezione delle opere d'arte e dei monumenti. Tali regole sono enunciate in modo organico: ad esempio, è nominata l'autorità suprema delle azioni di tutela (il cardinale Camerlengo) che viene affiancata da un organo tecnico consultivo, la Commissione di Belle Arti, a sua volta supportata dalle diverse autorità territoriali.
Gli editti Pacca e Doria Pamphili sono la base di alcune rilevanti funzioni dell'ufficio del Camerlengo, per quello che concerne la tutela dei monumenti.
L'editto Pacca del 1820 costituirà il riferimento della legge sui Beni Culturali fino alla legge unica del 1902.